# Circular Quay

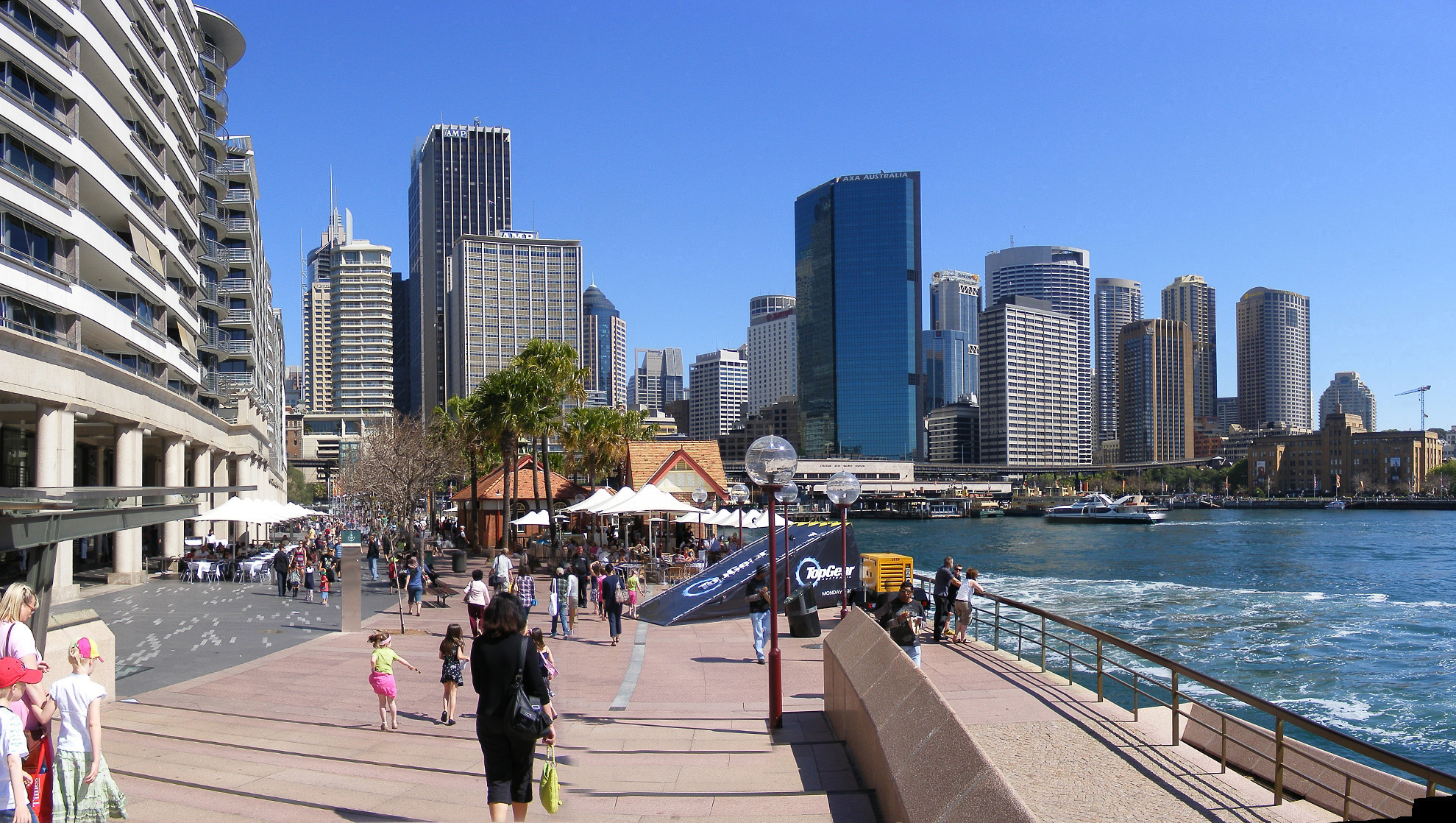

Circular Quay é o principal terminal de balsas de Sydney, localiza-se em frente ao centro da cidade.
A área Circular Quay também inclui o Museu de Arte Contemporânea de Sydney. Em inícios de 2006, o maior evento de arte ao ar livre que já teve lugar em Sydney, foi recebido em Circular Quay: Durante mais de 7 semanas, a exposição Buddy Bears esteve sediada frente à Ópera de Sydney. Cada um dos cerca de 140 ursos representa um país reconhecido pelas Nações Unidas, simbolizando os valores universais de paz, liberdade e amizade, como o referiu John Howard no seu discurso de abertura.